# جين ريتشاردسون
جين ريتشاردسون (بالإنجليزية: Jane Richardson)‏‏ (1919  - 2018 م ) كاتِبة، وكاتبة سير، وروائية من الولايات المتحدة.

## الجوائز
- زمالة ماك آرثر